# Глуво
Вижте пояснителната страница за други значения на Глухово.
Глуво или Глуово или книжовно Глухово (на македонска литературна норма: Глуво) е село в Северна Македония, в община Чучер (Чучер Сандево).

## География
Селото е разположено в областта Църногория - югозападните покрайнини на Скопска Църна гора, северно от столицата Скопие. Край селото се намира манастирът „Свети Атанасий“ от 1970 година.

## История

### В Османската империя
Църквата „Свети Никола“ е от XVI век.
В края на XIX век Глуво е българско село в Скопска каза на Османската империя. Според статистиката на Васил Кънчов („Македония. Етнография и статистика“) от 1900 година Глухово е село, населявано от 450 жители българи християни.
Селото е разделено в конфесионално отношение. Според патриаршеския митрополит Фирмилиан в 1902 година в селото има 48 сръбски патриаршистки къщи. По данни на секретаря на Българската екзархия Димитър Мишев („La Macédoine et sa Population Chrétienne“) в 1905 година в Глухово има 224 българи екзархисти и 256 българи патриаршисти сърбомани и в селото функционират българско и сръбско училище.

### В Сърбия, Югославия и Северна Македония
След Междусъюзническата война в 1913 година селото попада в Сърбия.
На етническата си карта от 1927 година Леонард Шулце Йена показва Глуха (Gluha) като сръбско село.
При избухването на Балканската война в 1912 година един човек от Глуво е доброволец в Македоно-одринското опълчение.
На етническата си карта на Северозападна Македония в 1929 година Афанасий Селишчев отбелязва Глуха като българско село.
Според преброяването от 2002 година селото има 349 жители.
| Националност     | Всичко |
| северномакедонци | 318    |
| албанци          | 0      |
| турци            | 0      |
| роми             | 0      |
| власи            | 0      |
| сърби            | 31     |
| бошняци          | 0      |
| други            | 0      |

## Личности
Родени в Глуво
- Бойче Иванов, български революционер от ВМОРО, четник на Никола Андреев[11]
- Георги Стефков, осъден от сръбските власти за отстояване на българщината на 15 години, лежал 10[1]
- Додо Радев, осъден от сръбските власти за отстояване на българщината на 18 години, лежал 12[1]
- Нешо Петров, осъден от сръбските власти за отстояване на българщината на 6 години, лежал 5[1]
- Нешо Станикев Тошев (1873 - след 1943), български революционер
- Тодор Дживанов, осъден от сръбските власти за отстояване на българщината на 20 години, лежал 15[1]
- Тоше Стефов, български революционер от ВМОРО, четник на Дамян Мартинов[12]
- Тошо Цветков, български революционер от ВМОРО, четник на Богдан Баров[13]